# Flitsdroogte
Een flitsdroogte is een droogte die gekenmerkt wordt door een vrij plots begin, en intensiever en ernstiger wordt op een relatief korte tijdschaal, meestal binnen een paar dagen of weken. Het concept is tijdens het afgelopen decennium ontwikkeld, naarmate onderzoekers meer geïnteresseerd raakten in het begrijpen en beperken van de gevolgen ervan. Flitsdroogtes verschillen van andere droogtecategorieën, zoals meteorologische, hydrologische, agrarische, ecologische en sociaaleconomische droogtes, doordat ze zich sneller ontwikkelen en intenser worden, wat unieke uitdagingen met zich meebrengt op het gebied van monitoring, voorspelling en aanpassing. 
Als gevolg van de opwarming van de Aarde komen flitsdroogtes volgens wetenschappers steeds vaker voor.

## Voorspelling
Met behulp van teledetectie (remote sensing) zoals satellietmetingen van bodemvocht, evapotranspiratie en vegetatie-indices, kan waardevolle informatie verzameld worden over de vorming en het verloop van flitsdroogtes.

## Voorbeelden van flitsdroogtes
- In augustus 2023 ontstonden op het Hawaïaanse eiland Maui als gevolg van een flitsdroogte, in combinatie met harde winden, catastrofale natuurbranden die tientallen slachtoffers eisten en een groot deel van het historische district van Lahaina verwoestten.[8][9]